# Peter I. von Courtenay

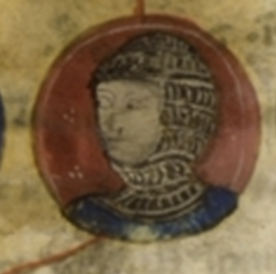
Darstellung Peters in einer Handschrift aus dem 14. Jahrhundert

Peter von Frankreich (franz.: Pierre Ier de France, seigneur de Courtenay; * um 1126; † zwischen 1180 und 1183 in Palästina) war ein Prinz aus der Dynastie der Kapetinger und als Peter I. Herr von Courtenay, Champignelles, Montargis, Château-Renard, Tanlay, Charny und Chantecoq. Er ist der Stammvater des jüngeren Hauses Courtenay.
Peter war ein jüngerer Sohn des Königs Ludwig VI. des Dicken von Frankreich und dessen zweiter Ehefrau Adelheid von Maurienne.

## Ehe und Herr von Courtenay

Wappen Peters I. als Herr von Courtenay

Zwischen 1150 und 1153 heiratete er Elisabeth von Courtenay, eine Tochter des Herren Rainald von Courtenay († 1194) und dessen Ehefrau Helvis von Donjon. Die Familie seiner Frau gehörte jenen Burgherren an, welche zu Beginn des 12. Jahrhunderts in einer erbitterten Opposition zu König Ludwig VI. standen und von diesem militärisch unterworfen wurden. Etwa um die Zeit der Hochzeit zog sein Schwiegervater Rainald mit seinen Söhnen nach England, wo er in zweiter Ehe Hawise von Avranches, die Herrin von Okehampton, heiratete und zum Stammvater der Courtenays von Devon wurde. Was ihn dazu bewog, ist unklar, möglicherweise war Rainald ein Anhänger der Eleonore von Aquitanien und zog es vor, sich nach deren Scheidung von König Ludwig VII. von Frankreich (1152) ihr und ihrem zweiten Ehemann König Heinrich II. von England anzuschließen.
Jedenfalls gelangte Peter so in den Besitz und an das Wappen der Familie, in die er eingeheiratet hatte. Sein Bruder, König Ludwig VII., bestätigte ihm die Lehen und gab im darüber hinaus die Herrschaften Tanlay, Charny und Chantecocq. 
Über Peters Amtszeit ist wenig bekannt, außer dass er 1179 dem Ort Montargis Stadtrechte gewährte und die gleichnamige Burg erbaute.

## Kreuzzug und Tod
1179 erreichte Peter als Kreuzritter, zusammen mit dem Grafen Heinrich I. von Champagne und dem Bischof Philipp von Beauvais, das Heilige Land. Ihre Ankunft bewog den Ayyubiden-Sultan Saladin, seine Offensive gegen das Königreich Jerusalem abzubrechen, die er nach seinem Sieg am Litani-Fluss im Jahr zuvor geplant hatte. Stattdessen griff er die Burg an der Jakobs-Furt an und eroberte sie.
Peter starb im Heiligen Land, zwischen März 1180 und April 1183. Seine Gebeine wurden anscheinend nach England überführt und in der Kathedrale von Exeter begraben. Seine französischen Besitzungen vererbte er an seine beiden ältesten Söhne Peter (II.) und Robert.

## Nachkommen
Mit Elisabeth hatte er zehn Kinder:
- Peter II. (* um 1155; † 1219), Herr von Courtenay, lateinischer Kaiser von Konstantinopel
- n.n. (Tochter, * um 1158)
  - ⚭ Eudes de la Marche
- Alix (* um 1160; † 12. Februar 1218)
  - ⚭ I) um 1178 (Trennung 1186) mit Graf Wilhelm I. von Joigny
  - ⚭ II) 1186 mit Graf Aymar von Angoulême († 1202) (Haus Taillefer)
- Eustachie († 6. April, nach 1235)
  - ⚭ I) Wilhelm von Brienne († vor 1200), ein Sohn des Grafen Érard II. von Brienne
  - ⚭ II) 1200 Wilhelm von Champlitte († 1209), Vizegraf von Dijon und Fürst von Achaia
  - ⚭ III) 1211 Wilhelm I. († 1218), Graf von Sancerre
- Klementia
  - ⚭ vor 1185 Guy V., Herr von Thiern (Haus Thiern)
- Robert (* um 1168; † 1239), Herr von Champignelles und Chantecoq, Großmundschenk von Frankreich, Nachkommen bis 1733
- Philipp (1183/86 belegt)
- Isabella
  - ⚭ Aimon III. († nach 1221), Herr von Charost
- Konstanze (* um 1168; † nach 1231)
  - ⚭ I) Gasce de Poissy († 1189), Herr von Châteaufort
  - ⚭ II) Wilhelm von Breteuil († vor 1231), Herr von la Ferté-Arnaud und Villepreux
- Wilhelm (* 1172; † 1233/1248), Herr von Tanlay und Mailly-le-Château